# Julius Kratter
Julius Kratter (* 6. April 1848 in Deutschlandsberg; † 19. Mai 1926 in Graz) war ein österreichischer Hochschulprofessor für Rechtsmedizin und Rektor der Grazer Universität.

## Leben

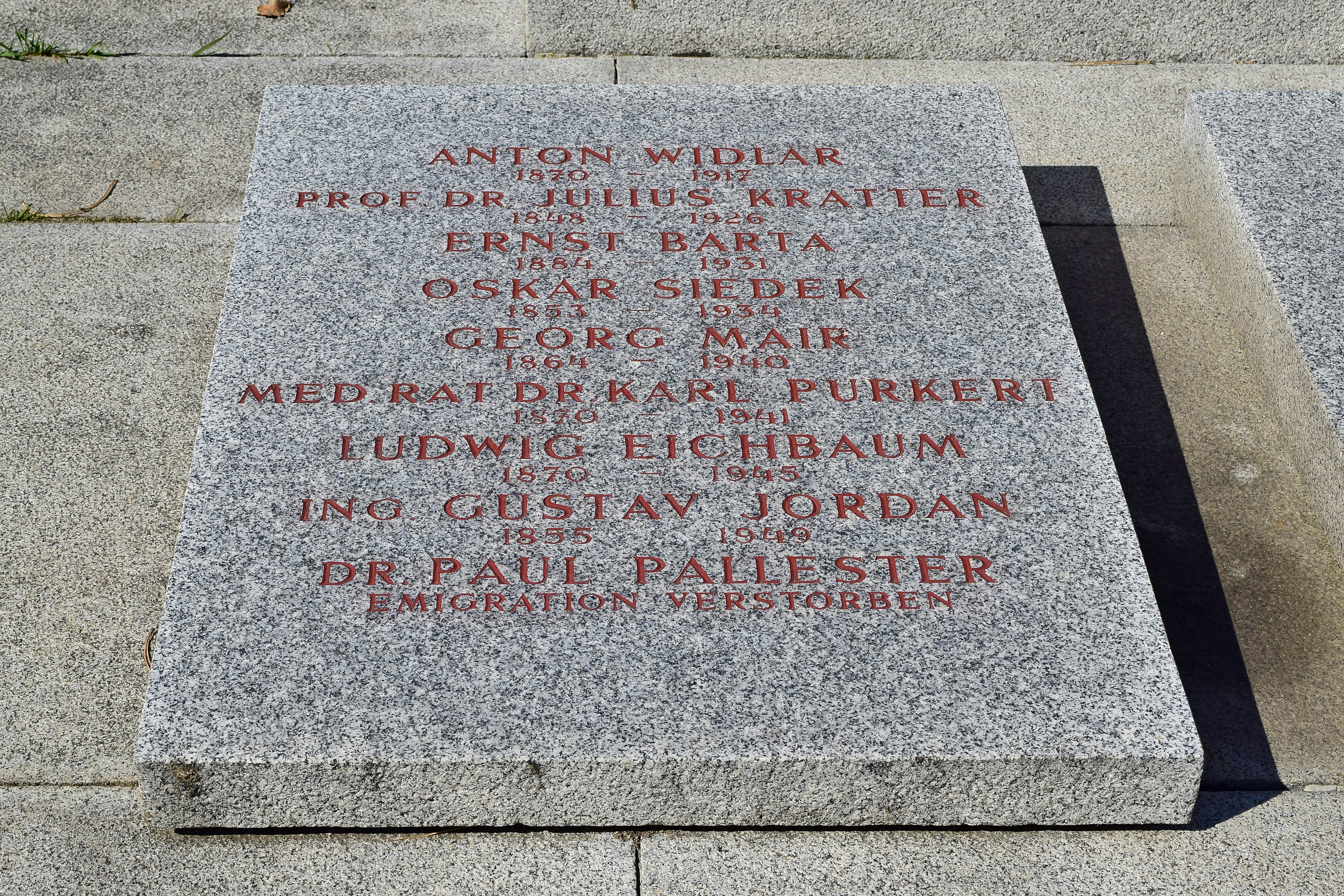
Feuerhalle Simmering, Denkmal für die Vorkämpfer der Feuerbestattung in Österreich mit Nennung Julius Kratters

Das Gymnasium besuchte Kratter in Marburg und Graz. Sein medizinisches Studium in Graz beendete er mit der Promotion im Jahre 1874. Zunächst war er für ein Jahr als Assistent am pathologischen Institut, danach am Institut für Staatsarzneikunde von Prof. Schauenstein tätig. 1880 habilitierte er in Graz für öffentliche Gesundheitspflege. 1887 übernahm er in Innsbruck die Lehrkanzlei für Staatsarzneikunde von Prof. Hoffmann. Er behielt sie bis 1892. In Innsbruck gründete er das gerichtsmedizinische Institut. 1892 kehrte er an die Universität nach Graz zur Übernahme des damals noch kleinen und unbedeutenden gerichtsmedizinischen Instituts zurück. Den Mangel an ausreichenden Leichen zur Demonstration und Obduktion konnte er dadurch beheben, dass seinem Institut alle Selbstmörder in Graz und Umgebung zugewiesen wurden. Nachdem die Räumlichkeiten des Instituts im Stöcklegebäude zu klein wurden, erreichte er 1895 eine Erweiterung und 1899 den Umzug in die modernen, neuen Universitätsgebäude. 1904 war er Mitbegründer der Deutschen Gesellschaft für Rechtsmedizin. Von 1909 bis 1910 war er  Rektor der Grazer Universität.
Kratter war seit 1886 mit Marie Geutebrück verheiratet.

## Forschung
Seine Forschung befasste sich sehr intensiv mit dem Tod durch Elektrizität, über den er auch die erste streng wissenschaftliche Abhandlung überhaupt schrieb. Ein weiteres Forschungsfeld stellte die Bedrohung und Gesundheitsschädigung durch elektrische Strahlung dar.

## Mitgliedschaften
Kratter war 1868 Mitgründer der Grazer akademischen Burschenschaft Arminia und Mitglied der Wiener akademischen Burschenschaft Albia und der Prager Burschenschaft Teutonia.